# Ambassis ambassis
Ambassis ambassis es una especie de pez del género Ambassis, familia Ambassidae. Fue descrita científicamente por Lacepède en 1802.
Se distribuye por África: Sudáfrica hasta Kenia, Madagascar, Reunión y Mauricio. La longitud total (TL) es de 15 centímetros. Habita en aguas dulces y se alimenta de noche de crustáceos, larvas de peces e insectos.
Está clasificada como una especie marina inofensiva para el ser humano.